# أوغسطين روبسبيار
أوغسطين روبسبيار (بالفرنسية: Augustin Robespierre) هو مُحامٍ وسياسي فرنسي، ونائبٌ عن باريس في المؤتمر الوطني برفقة أخيه الأكبر ماكسميليان روبسبيار. وُلد أوغسطين في مدينة أراس في 21 يناير 1763 وتوفي في العاصمة الفرنسية باريس في 28 يوليو 1794 إعداماً بالمقصلة. عُرف أوغسطين بدوره في دعم نابليون بونابرت في بادئ مسيرته بعد أن قرأ كُتيّباً لنابليون ناصر فيه اليعاقبة بعنوان عشاء بوكير.